# 아이바 히로키
아이바 히로키(相葉 裕樹, 1987년 10월 1일 ~ )는 일본의 배우이다. 지바현 후나바시시 출신이며,
치바 현립 나하 시 북 고등학교 동문이다.

## 생애
2003년부터 Star Light Studio에서 레슨을 받을(6기생)이 스튜디오에서 만난 코가 아츠시, 금간 타쿠야와 스트리트 댄스 유닛 《BRIGHTS》(2004년 해산)을 결성하고 요요기 공원 등에서 거리 공연을 하고 있었다. 해산 라이브에서는 400명에 가까운 팬을 동원했다.
그 해 제16회 〈논 슈퍼 보이 콘테스트〉에서 심사원 특별상을 수상. 뮤지컬 《테니스의 왕자》의 두바퀴 조역을 계기로 본격적으로 배우로서 활동을 시작한다.
자신의 20세 생일인 2007년 10월 하루에 팬클럽「h.a.style」가 출범했다.
2009년 《사무라이전대 신켄저》에 신켄 블루/이케나미 류노스케 역으로 출연하며, 이어 같은 해보다 맥심 카페 메뉴의 광고 캐릭터를 맡는다.
2011년 4월 에이벡스·매니지먼트로부터 톳프코토에 이적. 그에 따른, 예명을 현재의 아이바 히로키로 개명.
2012년 텔레비전 애니메이션 《새 테니스의 왕자》에 이리에 카나타 역으로 출연. 2013년 《은하 기공대 마제스틱 프린스》의 히타치·이즈 서울 역으로 텔레비전 애니메이션 첫 주연을 맡았다.
또한 그 해에 열린 뉴타입 어워드 남자 성우 상으로 4위를 획득하고, 작품상으로 2위에 뽑혔다.
2015년 5월 31일 계약 만료를 위해 톳프 코토를 이적했다.
2016년 1월, 그랜 아츠에 소속이다.

## 이력
- 《신켄저》와 같은 시기에 방영된 《가면 라이더 W》에서 주연 키리야마 렌은 《뮤지컬 테니스의 왕자》에서 공연 이후 영화나 드라마에서 공연 횟수가 많기 때문, 개인적인 천생연분, 자주 서로의 블로그에 얼굴을 맞대고 있다.
- 《신켄저》의 협연자들의 이름은 "묶음".
- 어린 시절에 좋아했던 슈퍼 전대 시리즈는 《고속전대 터보레인저》다.

아라시의 아이바 마사키는 이름이 비슷하고 함께 치바현 출신이지만, 혈연 관계가 없다.
- 《사무라이전대 신켄쟈》에서 공연한 소마 케이스케와는 MAGNE2(마구 네츠)라는 유닛을 편성할 정도로 사이가 좋고 이사할 때는 짜고 근처에 샀을 정도이다.
- 취미 특기는 춤, 농구, 스키, 스노 보드이다.

## 출연작

### TV 드라마
- 2007년
  - TV 도쿄 《맛있는 학원》- 타가스기 카린 역
- 2008년
  - TV 도쿄
    - 《원한 해결 사무소 특별편 - 가족의 어둠 몬스터 패밀리》- 오오쿠보 류우야 역
    - 《올바른 왕자를 만드는 방법》 - 하타슈리 노스케 역

  - NTV 《시오리 토시미코의 괴기 사건부》 - 쿠로카와 마사루 역
  - 테레아사 채널 《Wind Stawberry》- 치아키 역
- 2009년
  - TV 아사히
    - 《사무라이전대 신켄저》 - 이케나미 류노스케 / 신켄 블루 역
    - 《가면라이더 디케이드》 - 이케나미 류노스케 / 신켄 블루 역
- 2011년
  - TV 아사히 《태양은 다시 떠오른다》- 나카센도 아키라 역
  - TBS 《괴도 로얄》- 쿠라타 케이스케 역
  - TV 아사히 《해적전대 고카이저》 - 이케나미 류노스케 / 신켄 블루 역
- 2012년
  - TBS 《최고의 인생을 마감하는 방법, 엔딩 플래너》 - 히우라 역
  - TV 아사히 《파트너 시즌 11》- 사카키 히로시 역
- 2013년
  - NTV 《35세의 고교생》- 키타지마 류이치로 역
  - TBS 《TAKE FIVE~우리는 사랑을 훔칠 수 있을까~》- 아라키 역
- 2014년
  - TV 아사히 《검은 옷 이야기》- 카스가이 카오루 역
  - TBS 《전맹인 내가 변호사가 된 이유》- 마츠다 신페이 역

### 버라이어티 쇼
- 2010년~2012년 JAITS 《왜인지 역사를 배울수 있는 영상~십일~》

### 영화
- 2004년 《히노 히데시의 더 호러 괴기극장》- 타카시 역
- 2006년 《테니스의 왕자》- 후지 슈스케 역
- 2007년 《스키토모》- 사이토 요시키 역
- 2007년 《그리고 봄바람이 속삭이면서》- 이오우에 사치 역
- 2008년~2009년 《카페 다이칸산》- 시바타 히비키 역
  - 2008년 《카페 다이칸산〜Sweet Boys〜》
  - 2008년 《카페 다이칸산2 〜꿈의 연속〜》
  - 2009년 《카페 다이칸산3 〜저마다의 내일로〜》
- 2008년 《우리들의 방정식》- 카토 토미오 역
- 2009년 《부스럼 공주》- 아키카와 코이치 역
- 2009년 《사무라이전대 신켄저 THE MOVIE: 천하 양분의 싸움》- 이케나미 류노스케 / 신켄 블루 역
- 2010년 《사무라이전대 신켄저 vs. 고온저: 은막 BANG!!》- 이케나미 류노스케 / 신켄 블루 역
- 2011년 《천장전대 고세이저 vs. 신켄저: 에픽 온 은막》- 이케나미 류노스케 / 신켄 블루 역
- 2012년 《왕과 나》- 토모나리 역
- 2014년 《사채꾼 우시지마 Part2》- 키사키 타이세 역